# Strafvereitelung
Die Strafvereitelung ist ein Tatbestand des deutschen Strafrechts, der in § 258 StGB normiert ist. Sie zählt zu den Anschlussdelikten. Die Vorschrift verbietet es, wissentlich die Bestrafung eines Straftäters zu vereiteln. Dies schließt die Strafverfolgung und die Strafvollstreckung mit ein. § 258 StGB soll die Strafrechtspflege in ihrer Aufgabe, Strafen zu verhängen und zu vollstrecken, schützen. In der Umgangssprache wird Strafvereitelung oft metaphorisch als Vertuschung bezeichnet. Beispiele für die Verfolgungsvereitelung bieten die Beseitigung von Tatspuren, die Fluchthilfe, das Überlassen eines Verstecks zwecks Fahndungsvereitelung, das Tätigen wahrheitswidriger Angaben gegenüber der Polizei, die Beseitigung von Ermittlungsakten und die unberechtigte Zeugnisverweigerung. Vollstreckungsvereitelung wurde etwa bejaht bei der Verschaffung eines Scheinarbeitsverhältnisses für einen Freigänger, einem bewusst täuschendes Gesuch um Strafaufschub und einem bewusst täuschende Gesuch um einen Wiederaufnahmeantrag.
Für die Strafvereitelung können grundsätzlich eine Freiheitsstrafe bis zu fünf Jahren oder eine Geldstrafe verhängt werden. Damit handelt es sich gemäß § 12 Abs. 2 StGB um ein Vergehen. Eine schärfere Bestrafung sieht § 258a StGB vor, wenn der Täter die Strafvereitelung im Amt begeht.

## Normierung und Schutzzweck
§ 258 StGB lautet seit seiner letzten Änderung vom 1. Januar 1975 wie folgt:
(2) Ebenso wird bestraft, wer absichtlich oder wissentlich die Vollstreckung einer gegen einen anderen verhängten Strafe oder Maßnahme ganz oder zum Teil vereitelt.
(3) Die Strafe darf nicht schwerer sein als die für die Vortat angedrohte Strafe.
(4) Der Versuch ist strafbar.
(5) Wegen Strafvereitelung wird nicht bestraft, wer durch die Tat zugleich ganz oder zum Teil vereiteln will, daß er selbst bestraft oder einer Maßnahme unterworfen wird oder daß eine gegen ihn verhängte Strafe oder Maßnahme vollstreckt wird.
§ 258 StGB dient dem Schutz der inländischen Strafrechtspflege. Er soll die Strafverfolgungsbehörden davor bewahren, beim Verhängen und Vollstrecken von Strafen sabotiert zu werden. Ferner soll er sicherstellen, dass die Strafrechtspflege Maßnahmen im Sinne des § 11 Abs. 1 Nr. 8 StGB effektiv durchsetzen kann. Mithin soll die Norm die Durchsetzung des staatlichen Sanktionsanspruchs fördern. Überdies soll die Strafbarkeit der Strafvereitelung nach verbreiteter Auffassung Außenstehende davon abhalten, Straftäter zu unterstützen. Keinen Schutz bietet die Norm der ausländischen Strafrechtspflege.
Bei der Strafvereitelung handelt es sich – wie auch bei der Begünstigung (§ 257 StGB), der Hehlerei (§ 259 StGB) und der Geldwäsche (§ 261 StGB) – um ein Anschlussdelikt. Das Delikt knüpft also an die vorherige Begehung einer strafbaren Vortat an. Anders als die Begünstigung ist die Strafvereitelung als Erfolgsdelikt ausgestaltet, sodass ihre Vollendung den Eintritt eines Vereitelungserfolgs voraussetzt. § 258 StGB zählt ferner zu den unechten Amtsdelikten.

## Entstehungsgeschichte
Ähnlich wie bei der Begünstigung liegen die Wurzeln der Strafvereitelung in der Beihilfe. Im römischen und im Gemeinen Recht wurde die Strafvereitelung als Unterfall der Beihilfe nach der Tat (auxilium post delictum) angesehen.

## Tatbestand

### Vortat
Eine Strafbarkeit nach § 258 StGB knüpft an die Begehung einer rechtswidrigen Vortat an. Als Vortaten kommen gemäß § 11 Abs. 1 Nr. 5 StGB Straftaten in Frage. Ausgeschlossen sind hiermit insbesondere Ordnungswidrigkeiten.
Als begangen gilt die Straftat, sobald sie durch eine Strafe oder Maßnahme geahndet werden kann. Dies schließt auch Tatversuche, Tatbeteiligungen sowie strafbare Vorbereitungshandlungen mit ein. Damit eine Tat geahndet werden kann, dürfen keine Strafverfolgungshindernisse bestehen, etwa die Verfolgungsverjährung oder das Fehlen eines notwendigen Strafantrags. Überdies muss die Tat nach Maßgabe der § 3-§ 7, § 9 StGB der deutschen Strafgewalt unterliegen. Nicht notwendig ist demgegenüber, dass die Tat schuldhaft begangen wurde, da manche Maßnahmen – etwa die Unterbringung in einem psychiatrischen Krankenhaus (§ 63 StGB) – unabhängig von der Schuld angeordnet werden können.
Die Tat muss von einem anderen als dem Täter der Strafvereitelung begangen worden sein. Ähnlich wie bei der Hehlerei kann der Täter der Strafvereitelung kann also nicht Täter der Vortat sein. Dies wird durch § 258 Abs. 5 StGB bestätigt, wonach sich nicht wegen Strafvereitelung strafbar macht, der die Bestrafung aus einer von ihm begangenen Tat vereitelt. Die Straflosigkeit der Selbstbegünstigung spiegelt das Prinzip nemo tenetur se ipsum accusare (lateinisch ‚niemand ist gehalten, sich selbst anzuklagen‘) wider.

### Vereiteln

#### Durch Tun
Die Tathandlung des § 258 StGB besteht darin, die Bestrafung des Vortäters ganz oder zum Teil zu vereiteln. Ein Vereiteln liegt vor, wenn die Strafverfolgung oder Maßnahme zumindest für eine geraume Zeit verhindert wird. Hierzu kann es etwa kommen, indem der Täter Beweismittel verfälscht, Falschaussagen begeht oder einen Straftäter verbirgt. Unerheblich ist dabei, ob der Vortäter von der Vereitelungsmaßnahme Kenntnis hat oder im Einvernehmen mit dem Täter der Strafvereitelung handelt. Ebenso kommt es nicht darauf an, dass die Vortat dem Vortäter einen Vorteil gebracht hat. Nicht zum Schutzzweck der Norm gehören jedoch sozialadäquate Handlungen wie die ärztliche Behandlung des Vortäters oder die Lebensmittelversorgung im üblichen Geschäftsbetrieb. Solche Handlungen schaffen aufgrund ihrer Alltäglichkeit keine missbilligte Gefahr für den staatlichen Strafverfolgungsanspruch.
Einen kontroversen Grenzfall bildet die Strafvereitelung durch Strafverteidiger. Deren Berufstätigkeit ist einem besonderen Strafbarkeitsrisiko ausgesetzt, da sie dazu verpflichtet sind, die Interessen ihrer Mandanten im Strafverfahren wahrzunehmen. In der Regel richtet sich dies darauf, eine Bestrafung zu verhindern oder zumindest abzumildern. Deswegen gestaltet es sich schwierig, zwischen erlaubtem Verteidigerhandeln und verbotener Strafvereitelung abzugrenzen. Einigkeit besteht darüber, dass sich ein Verteidiger nicht tatbestandsmäßig verhält, der lediglich von den ihm in der StPO zugesprochenen Verteidigerrechten Gebrauch macht. Verteidiger dürfen jedoch keine falschen Aussagen herbeiführen und keine wahrheitswidrigen Angaben machen. Der Strafverteidiger darf aber den Verletzten einer Körperverletzung bitten, den gestellten Strafantrag wieder zurückzunehmen. In diesem Zusammenhang ist es auch zulässig, ein angemessenes Schmerzensgeld anzubieten.

#### Durch Unterlassen
Möglich ist auch die Vereitelung durch Unterlassen. Dafür müsste der Täter der Strafvereitelung eine Garantenstellung für die Strafverfolgung innehaben. Dies kann beispielsweise aufgrund Ingerenz der Fall sein. In der Regel obliegt eine solche Garantenstellung aufgrund gesetzlicher Pflicht aber nur den Angehörigen der Strafverfolgungsbehörden, so dass in solchen Fällen ohnehin Strafvereitelung im Amt anwendbar ist. Dieser Tatbestand sieht einen erhöhten Strafrahmen vor. Strafvereitelung durch Unterlassen, nicht Strafvereitelung im Amt, liegt aber z. B. vor, wenn Bedienstete von Subventionsbehörden die nach dem Subventionsgesetz (SubvG) vorgeschriebene Mitteilung eines Subventionsbetrugsverdachts unterlassen (§ 6 SubvG). Gleiches gilt für Angehörige der Verwaltungsbehörden, die entgegen § 116 AO den Verdacht von Steuerstraftaten nicht den Finanzbehörden mitteilen. Ebenso kann sich eine solche Anzeigepflicht für die Angehörigen von der Kassenärztlichen Vereinigungen und der Kassenärztlichen Bundesvereinigungen aus § 81a Abs. 4 SGB V ergeben.

### Sonstiger Anwendungsbereich
Die Strafvereitelung bezieht sich nicht nur auf Strafen (auch Nebenstrafen wie das Fahrverbot), sondern auch auf andere Maßnahmen wie die Maßregeln der Besserung und Sicherung, den Verfall oder die Einziehung. Davon besteht auch keine Befreiung, wenn die Verurteilung des Straftäters zu Unrecht im Sinne eines Justizirrtums erfolgt ist, da im Rechtsstaat stets die Wiederaufnahme des Verfahrens möglich ist, und dem Verurteilten zugemutet werden kann, diesen Weg zu beschreiten. Die Zahlung einer Geldstrafe durch einen Dritten anstelle des Täters wird in der Literatur als Strafvereitelung kontrovers diskutiert. Die Rechtsprechung lehnt hier die Verwirklichung des Tatbestandes der Strafvereitelung ab, während die Literaturmeinung die Auffassung vertritt, dass die Strafe stets den Täter treffen soll und der Zweck vereitelt würde, sollte ein anderer sie leisten.

### Ausschluss des Tatbestands
Begeht jemand eine (einfache) Strafvereitelung, um seinen Angehörigen vor Strafe (oder gleichgestellten Maßnahmen, siehe oben) zu schützen, so kann er hierfür nicht bestraft werden (§ 258 Abs. 6 StGB).

## Prozessuales und Strafzumessung

### Strafrahmen und Verfolgbarkeit
Für die Strafvereitelung kann im Grundsatz eine Freiheitsstrafe bis zu fünf Jahren oder eine Geldstrafe verhängt werden. Damit handelt es sich gemäß § 12 Abs. 2 StGB um ein Vergehen. Einschränkend bestimmt § 258 StGB, dass die Strafe für die Strafvereitelung nicht schwerer sein darf als die für die Vortat angedrohte Strafe.
Bei der Strafvereitelung handelt es sich grundsätzlich um ein Offizialdelikt, weshalb Strafverfolgungsbehörden die Strafverfolgung auch ohne Strafantrag aufnehmen müssen (ansonsten liegen wiederum Strafvereitelung im Amt hinsichtlich der Strafvereitelung vor).
Mit der Beendigung der Tat beginnt gemäß § 78a StGB die Verfolgungsverjährung. Diese beträgt gemäß § 78 Abs. 3 Nr. 4 StGB fünf Jahre.

### Qualifikation

#### Funktion und Systematik
Qualifiziert wird § 258 StGB durch die Strafvereitelung im Amt nach § 258a StGB. Diese Vorschrift dient der Absicherung des Legalitätsprinzips durch Sanktion.
Die Strafvereitelung im Amt (§ 258a StGB) durch Amtsträger ist eine Sonderform der Strafvereitelung und gehört zu den „unechten“ Amtsdelikten. Für diese sieht das Gesetz eine Strafverschärfung mit einer Strafandrohung Freiheitsstrafe von sechs Monaten bis zu fünf Jahren oder Geldstrafe vor.
Im Gegensatz zur einfachen Strafvereitlung ist hier die Tat zugunsten von Angehörigen nicht straflos (§ 258a Abs. 3 StGB). Die Belange der Allgemeinheit, die der zur Mitwirkung am Strafverfahren oder an der Strafvollstreckung berufene Amtsträger wahrzunehmen hat, gehen seiner Rücksichtnahme auf Angehörige vor.

#### Täter
Als Täter einer Strafvereitelung im Amt kommen lediglich Amtsträger in Frage. Als solche gelten gemäß § 11 Abs. 1 Nr. 2 lit. a StGB insbesondere Beamte und Richter. Soldaten sind danach in der Regel keine Amtsträger (vgl. § 40 WStGB), jedoch definiert § 48 WStGB einen besonderen Straftatbestand für Strafvereitelung durch Unterlassen für militärische Vorgesetzte.
Zudem muss der Amtsträger „zur Mitwirkung bei dem Strafverfahren oder dem Verfahren zur Anordnung der Maßnahme (§ 11 Abs. 1 Nr. 8) oder […] zur Mitwirkung bei der Vollstreckung der Strafe oder Maßnahme berufen“ sein.
Eingeleitet zu sein braucht das Verfahren dabei noch nicht. Vielmehr kommt bereits dann eine Strafbarkeit in Betracht, wenn ein Ermittlungsverfahren noch nicht eingeleitet wird, obwohl dies (bei bestehendem Anfangsverdacht) geboten wäre. Vereinzelt wird dies sogar bereits im Bereich von Vorermittlungen angenommen, also bei Ermittlungen zur „Klärung der Frage, ob die Einleitung des Ermittlungsverfahrens in Betracht kommt“. Nicht ausreichend ist die Mitwirkung bei einem Ordnungswidrigkeitsverfahren oder einem Disziplinarverfahren, mit Ausnahme der Fälle, in denen die Sache zur Bearbeitung an die Staatsanwaltschaft abzugeben ist (gemäß § 41 Abs. 1 OWiG oder § 33 Abs. 3 Satz 1 WDO). Umfasst sind dagegen besondere Verfahrensarten wie zum Beispiel das Privatklageverfahren, das Strafbefehlsverfahren und das beschleunigte Verfahren. Als Verfahren zur Anordnung einer Maßnahme kommt insbesondere das Sicherungsverfahren gemäß §§ 413 ff. StPO dabei in Betracht.
Beispielsweise kommen in Betracht als Täter: Richter, Staatsanwälte, Ermittlungsperson der Staatsanwaltschaft, Rechtspfleger, Polizeibeamte, aber auch Geschäftsstellenbeamte des Amtsgerichtes, Beamte der Finanzverwaltung und der Bahnpolizei. Zuständig bzw. zur Mitwirkung berufen sein kann auch der Innenminister eines Landes im Rahmen der Dienstaufsicht, der Justizminister im Rahmen seines Weisungsrechts gegenüber der Staatsanwaltschaft und der Bürgermeister je nach Landesrecht als Ortspolizeibehörde.
Strittig ist, wie konkret bei Verfolgungsvereitelung die Beziehung des Amtsträgers zu dem Verfahren sein muss. Die wohl noch herrschende Meinung unterscheidet danach, ob der Täter aktiv eingreift oder ob nur durch Unterlassen eine Strafbarkeit wegen § 258a StGB in Betracht komme: Bei aktiven Eingreifen reiche die tatsächliche Möglichkeit aufgrund der Amtsstellung in die Verfolgung einzugreifen; nur bei bloßem Unterlassen müsse der Amtsträger darüber hinaus auch sachlich zuständig sein. Nach anderer Meinung erfordert auch die Strafbarkeit nach § 258a StGB durch aktives Tun die sachliche Zuständigkeit und nicht nur, dass die Amtsstellung dem Täter die Gelegenheit zur Tat gibt.

#### Durch Unterlassen insbesondere bei außerdienstlicher Kenntniserlangung
Die Strafvereitelung im Amt kann auch durch Unterlassen begangen werden. Dies überschneidet sich oft auch mit den Fällen, bei denen eine Beteiligung an der Straftat des Dritten durch Unterlassen in Betracht kommt. Problematisch sind dabei insbesondere die Fälle, in denen die Kenntnis von den Straftaten außerhalb des Dienstes erlangt wurde. Hierbei soll nach herrschender Meinung nicht die Kenntnis jeglicher Straftat ausreichend sein. Stattdessen soll es dabei darauf ankommen, das die Tat noch in die Dienstausübung des Amtsträgers weiter wirkt und im Einzelfall eine Abwägung zwischen den öffentlichen Interessen der Strafverfolgung und den privaten Interessen des Amtsträgers an seiner Privatsphäre ein Überwiegen der öffentlichen Interessen ergibt. Ausführlich erläutert der Bundesgerichtshof:

„Besonderheiten können sich jedoch ergeben, wenn ein Polizeibeamter außerdienstlich Kenntnis von Straftaten erlangt, die - wie Dauerdelikte, fortgesetzte oder auf ständige Wiederholung angelegte Handlungen - während seiner Dienstausübung fortwirken. Hier entfällt die eine Garantenstellung auslösende Pflicht, bekanntgewordene Rechtsgutverletzungen zu unterbinden, nicht schlechthin. Insoweit bedarf es vielmehr der Abwägung im Einzelfall, ob das öffentliche Interesse privaten Belangen vorgeht. Hierbei ist von entscheidender Bedeutung, ob durch die Straftat Rechtsgüter der Allgemeinheit oder des einzelnen betroffen sind, denen jeweils ein besonderes Gewicht zukommt. Dies kann auch außerhalb des Katalogs des § 138 StGB bei schweren Straftaten wie z. B. schweren Körperverletzungen, erheblichen Straftaten gegen die Umwelt, Delikten mit hohem wirtschaftlichen Schaden oder besonderem Unrechtsgehalt der Fall sein. So wird ein Polizeibeamter ungeachtet privater Interessen in der Regel zum Einschreiten verpflichtet sein, wenn er von schwerwiegenden Verstößen gegen das Waffengesetz mit Dauercharakter, nicht auf den Einzelfall beschränktem Handel mit harten Drogen oder Schutzgelderpressung erfährt. Gleiches gilt für Straftaten aus dem Bereich der organisierten Kriminalität, die erfahrungsgemäß auf Wiederholung angelegt sind. Verhindert der Polizeibeamte im Rahmen seiner Dienstausübung derartige Taten nicht, obwohl er hierzu aufgrund außerdienstlich erworbener Kenntnisse in der Lage wäre, so kann er wegen Teilnahme an dem jeweiligen Delikt belangt werden. Teilt ihm hingegen im Rahmen privater Kontakte ein Bekannter mit, daß er ständig ohne Fahrerlaubnis fahre, so bewirkt dies für den Beamten noch keine Garantenstellung im Sinne des Strafrechts.“

## Gesetzeskonkurrenzen
Der Tatbestand der Rechtsbeugung (§ 339 StGB) entfaltete gegenüber anderen Delikten Sperrwirkung, sodass Richter wegen Straftaten, die in einem inneren Zusammenhang mit der Leitung oder Entscheidung einer Rechtssache stehen, nur belangt werden können, wenn sie sich zugleich wegen Rechtsbeugung strafbar gemacht hatten. Die Sperrwirkung erstreckt sich nach neueren Urteilen des Bundesgerichtshofs aber nicht auf ein Handeln des Richters, das nicht erst im Zusammenhang mit einer nach außen hin zu treffenden Entscheidung, Anordnung oder Maßnahme der Verhandlungsleitung zur Erfüllung eines Straftatbestands führt, sondern bereits für sich alleine gegen Strafgesetze verstößt.